# Wassili Andrejewitsch Daschkow

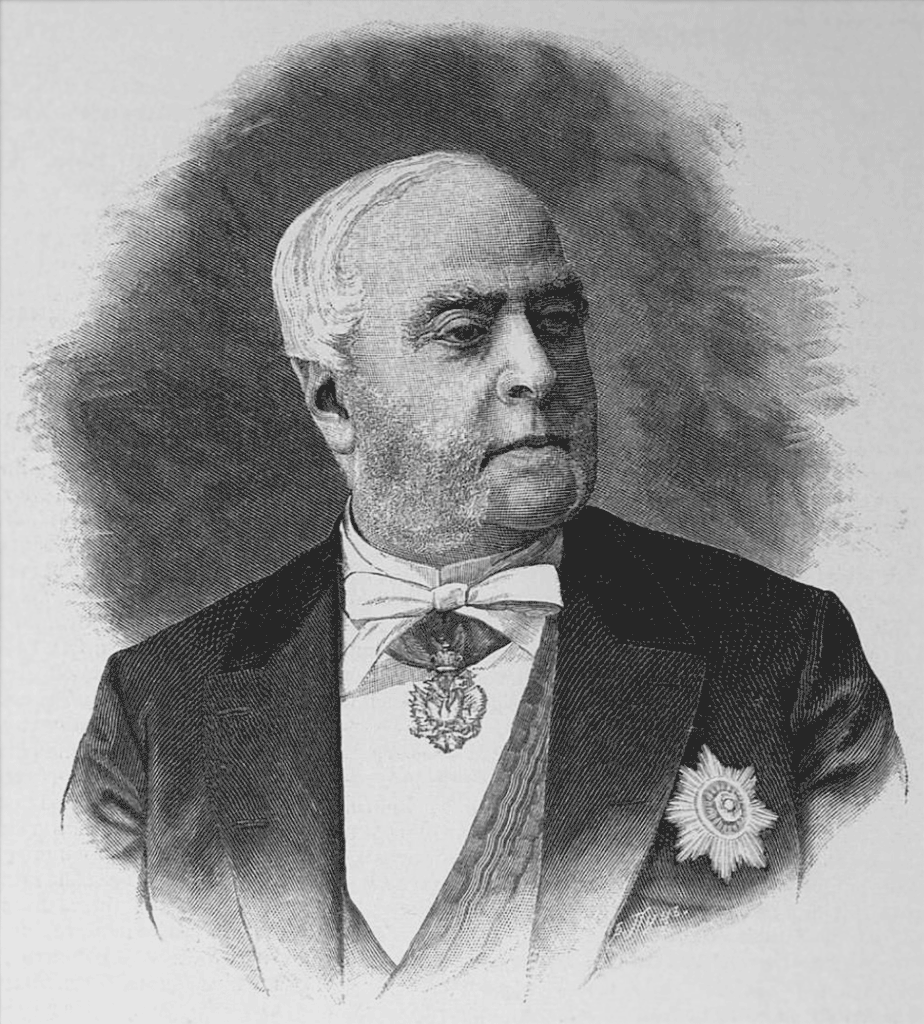
Wassili Andrejewitsch Daschkow

Wassili Andrejewitsch Daschkow (russisch Василий Андреевич Дашков; * 2. Maijul. / 14. Mai 1819greg. in Rjasan; † 8. Januarjul. / 20. Januar 1896greg. in Moskau) war ein russischer Ethnograph und Mäzen.

## Leben
Daschkows Eltern waren der Oberstleutnant und spätere Gouverneur des Gouvernements Olonez Andrei Daschkow und Anastassija Nikolajewna Dmitrijewa-Mamonowa. Der Literat Dmitri Daschkow war sein Onkel. Daschkow besuchte das Olonezer Gouvernementsjungengymnasium in Petrosawodsk (Abschluss 1839) und studierte an der Universität Moskau in der Juristischen Fakultät. 1841 absolvierte er die Prüfungen für den Eintritt in den Staatsdienst als Beamter 1. Ordnung.
Bereits in Petrosawodsk sammelte Daschkow Materialien zu Geographie, Bodenschätzen, Geschichte und Ethnographie des Gouvernements Olonez. Daraus resultierte seine 1842 erschienene Beschreibung der Geschichte, Statistik und Ethnographie des Gouvernements Olonez.
Ab 1841 arbeitete Daschkow in der Kanzlei der Geheimabteilung des Moskauer Militärgeneralgouverneurs Fürst Schtscherbatow. Im Juli 1842 wurde er zum Beamten 1. Klasse befördert. Im April 1843 wurde er Mitglied des Statistik-Komitees des Gouvernements Moskau, worauf er sogleich in das Komitee für den Aufbau der Ausstellung russischer Erzeugnisse in Moskau geschickt wurde. 1848 wurde er beauftragt, alle in Moskau erscheinenden Periodika zu überprüfen. Im November 1848 wurde er in das Moskauer Gefängniskuratoriumskomitee berufen. 1860 wurde er beauftragt, das Amt des Kuratoriumsassistenten des Moskauer Wissenschaftsbezirks zu aktualisieren. 1862 wurde er Assistent des Direktors des Wissenschaftsbezirks und 1867 Direktor der Museen des Wissenschaftsbezirks.
Ab 1854 war Daschkow Ehrendirektor der Gottgefälligen Einrichtungen anfangs in Moschaisk und dann in Podolsk und Klin. Als Mitglied des Kuratoriums der Einrichtungen der Wohltätigkeitsgesellschaft in Moskau war er auch Kurator der Gottgefälligen Einrichtungen in Wereja, Rusa und Swenigorod.
1867 übernahm Daschkow die Finanzierung der von der Gesellschaft der Freunde der Naturwissenschaft, Anthropologie und Ethnographie organisierten ethnographischen Ausstellung in der Moskauer Manege und spendete 40.000 Rubel dafür. Neben Geräten der Vergangenheit wurde erstmals seine persönliche ethnographische Sammlung ausgestellt, die der Grundstein des St. Petersburger Museums der russischen Ethnographie (anfangs Abteilung des Moskauer Rumjanzew-Museums, bekannt als Daschkow-Museum) wurde. Zur Sammlung gehörten 288 künstlerisch gestaltete Schaufensterpuppen, die die Stämme Russlands und der slawischen Länder darstellten und von denen er großformatige Fotos für ein Album anfertigen ließ, sowie bis zu 450 Trachten, bis zu 1200 Geräte des häuslichen Alltagslebens und bis zu 2000 Zeichnungen und Fotografien. Im April 1867 besuchte Kaiser Alexander II. die Ausstellung. Bibliothekar des späteren Ethnographie-Museums wurde der Paläograf Jelpidifor Barsow.
Im Mai 1868 wurde Daschkow Direktor der öffentlichen Bibliothek des Rumjanzew-Museums (jetzt Russische Staatsbibliothek). Auf eigene Kosten veröffentlichte er Sammelbände mit anthropologischen und ethnographischen Aufsätzen über Russland und die Nachbarländer (1868–1873), die Geschichte des russischen Lebens seit dem Altertum von Iwan Sabelin (1876–1879), Materialien zur Geschichte des Rumjanzew-Museums von K. I. Kestner (1882) und einen Sammelband mit Materialien zur Ethnographie in mehreren Auflagen (1886–1888). Er übernahm diverse Ehrenämter und wurde 1881 zum Wirklichen Staatsrat (4. Rangklasse) ernannt. 1882 schenkte er dem Rumjanzew-Museum seine Sammlung von Bildern russischer Persönlichkeiten (243 Kopien der von Iwan Kramskoi, Ilja Repin, Wiktor Wasnezow und anderen Künstlern angefertigten Porträts). Wiederholt gab Daschkow Autographen Alexander Puschkins, altslawische Bücher, Grafiken, Gemälde und ethnographische Sammlungen an Museen ab.
1886 half Daschkow dem Architekten Anatoli Gunst bei dessen Bau und  Eröffnung der ersten privaten Kunstschule in Moskau. 1893 wurde er Mitglied der Berliner Bruderschaft des heiligen Fürsten Wladimir. Er förderte die Museumstätigkeit in vielfältiger Weise und initiierte immer wieder Spendenaufrufe, zu denen er wesentlich beitrug.
Daschkow war mit Fürstin Jelisaweta Andrejewna geborene Gortschakowa (1825–1906) verheiratet, die in Nizza an Gehirnparalyse starb. Ihre Tochter Olga (1844–1921) heiratete den späteren Irkutsker Generalgouverneur Graf Pawel Kutaissow und bekam vier Kinder, darunter den Weltkriegshelden Konstantin Kutaissow.
Daschkows Schwester Sofja Andrejewna war mit dem Kunstliebhaber Grigor Gagarin verheiratet.
Daschkow starb in Moskau und wurde im Danilow-Kloster bestattet.
1897 schenkte Daschkows Witwe 1000 Rubel zur Vervollständigung der Daschkow-Sammlung, die sich jetzt im Moskauer Historischen Museum befindet.

## Ehrungen
- Sankt-Stanislaus-Orden III. Klasse (1843) für die Beschreibung des Gouvernements Olonez, I. Klasse (1867) für die ethnographische Ausstellung[2]
- Russischer Orden der Heiligen Anna III. Klasse (1852), I. Klasse[2]
- Orden des Heiligen Wladimir III. Klasse,[2] I. Klasse (1892)
- Alexander-Newski-Orden mit Brillanten[2]
- Kaiserlich-Königlicher Orden vom Weißen Adler[2]
- Roter Adlerorden I. Klasse[2]
- Großkreuz des Franz-Joseph-Ordens[2]
- Orden Danilos I. für die Unabhängigkeit I. Klasse[2]